# 女夷
女夷（じょい、にょい）は中国に伝わる万物生長をつかさどる神、または花の神。『淮南子』では春や夏に、穀物・鳥・花・木などの生長をもたらす神として記されている。
後年は特に花の神（花神、花姑）とされることが多く、文学作品（『鏡花縁』など）でも広く描写されている。

## 花神
明代に書かれた『月令広義』または『事物異名録』神鬼部には、「女夷為花神，乃魏夫人之弟子。花姑亦為花神。」「花神名，女夷乃魏夫人之弟子，花姑亦花神，又長養神，亦名女夷。」などの記述があり、花の神の名として女夷が記されている。黄令微という女性がなったものであり、魏夫人（ぎふじん:道教で信仰されている仙女のひとり）の弟子であると位置づけられているが、もともと存在していた生長の神としての要素が基本になっていると考えられている。
旧暦の2月12日あるいは15日には花朝節・花神節・百花生日という祭礼行事がおこなわれており、女夷が祀られている。